# KunstHausWien

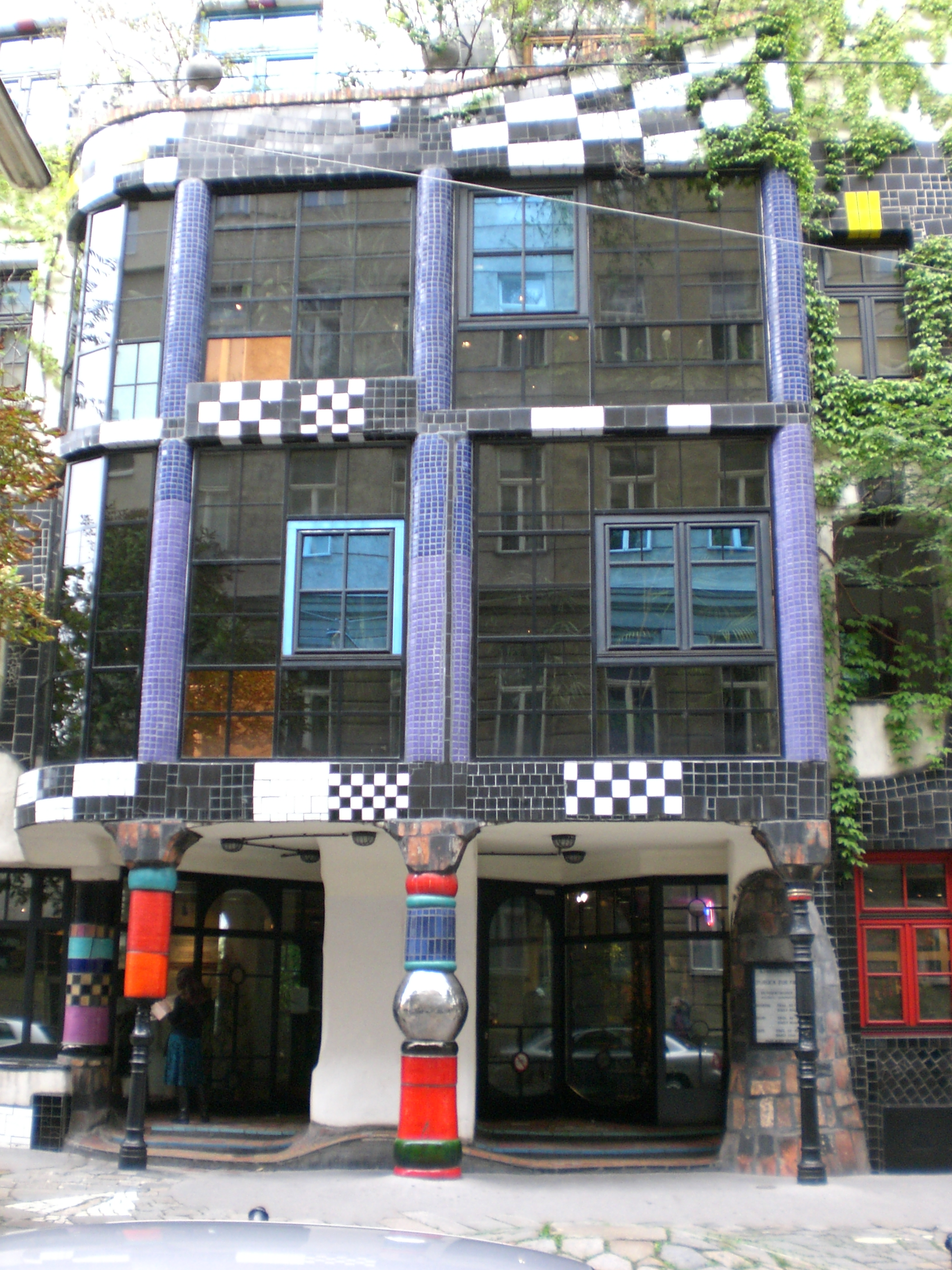
Fațada dinspre stradă și intrarea

KunstHausWien este un muzeu din Viena proiectat de artistul Friedensreich Hundertwasser. Acest muzeu situat în cartierul Landstraße găzduiește singura expoziție permanentă din lume a lucrărilor lui Hundertwasser precum și expoziții temporare ale altor artiști. KunstHausWien funcționează ca o afacere privată și nu primește nici un ajutor de stat. În anul 2009 KunstHausWien a primit 174.000 vizitatori.

## Muzeul
Muzeul a fost creat prin renovarea în 1892 a clădirii care a găzduit fabrica de mobilă Thonet (creatorul iconicului scaun de bistro), într-un stil proporțional cu arta lui Hundertwasser. Se află la mai puțin de un kilometru de Hundertwasserhaus, un bloc de apartamente deținut de municipalitate, de asemenea proiectat de Hundertwasser, și finalizat în 1986. Renovarea a fost planificată de Hundertwasser însuși și realizată în perioada 1989-91 cu sponsorizare de la BAWAG P. S. K. Muzeul a fost deschis în aprilie 1991. KunstHausWien are o suprafață totală de expunere de 4.000 de metri pătrați. Cele două etaje inferioare găzduiesc expoziții permanente. Expozițiile internaționale temporare sunt organizate la etajele al treilea și al patrulea.
Întreaga clădire este conceput în stilul tipic lui Hundertwasser, cu etaje ondulate și o lipsă evidentă de linii drepte. Sunt folosite culori luminoase și frapante, completate de un frunziș abundent. În foaier se regăsește o fântână și un restaurant cu o abundență de plante, rămășiță a unei grădini de iarnă. O scară în formă de spirală neuniformă duce la partea principală a expoziției de la etajele superioare. Pentru a păstra camerele inundate de lumina zilei, Hundertwasser, care s-a declarat a fi pasionat de lumina soarelui și, prin urmare, de ferestre, a decis să aibă o deschidere de sticlă construită în fața fațadei.
Muzeul a fost construit într-o manieră tradițională, dar decorat cu mozaicuri tablă de șah emailate pe fațadă și pe secțiunile adiacente. În contrast cu Antoni Gaudí, Hundertwasser a folosit pietre de mozaic simetrice, atent aranjate. Dimensiunea fiecărei pietre nu a fost aleasă întâmplător, ceea ce este rar pentru construirea clădirilor cu mozaicuri care nu sunt fabricate industrial. Mozaicurile acoperă numai anumite părți ale suprafeței și contribuie la caracteristicile clădirii: încorporarea aproape a fiecărei părți de fațadă într-o imagine de ansamblu și ascunderea deliberată a limitelor dintre etaje.
În 2003, colegul și profesorul co-autor al lui Hunderwasser, Joseph Krawina a inițiat un proces împotriva conducerii muzeului, susținând încălcarea drepturilor sale privind arta creată în comun cu Hunderwasser. Curtea Supremă Civilă Națională (OGH) a emis un ordin în favoarea lui Krawina și, potrivit publicațiilor din 2003, ambele părți au fost sfătuite să soluționeze litigiul în afara instanței.